# حجرة النص
حجرة النص هي إحدى اصغر البلديات الساحلية في ولاية تيبازة في شمال الجزائر بالساحل 